# Brteč
Brteč (německy Bertsch) je malá vesnice a část města Vysoké Mýto v okrese Ústí nad Orlicí. Nachází se asi 3,5 kilometry jihozápadně od Vysokého Mýta. Brteč je také název katastrálního území o rozloze 2,85 km².

## Historie
První písemná zmínka o vesnici pochází z roku 1417.